# Ignacio Monasterio
Ignacio Monasterio o.s.a. (Ceceda, Asturias, 21 de julio de 1863-Valladolid, 4 de febrero de 1944) fue un religioso español que profesó en Valladolid en septiembre de 1881 y fue ordenado sacerdote en septiembre de 1886.

## Vida religiosa
Ingresó a muy temprana edad al convento de los Agustinos de Valladolid en España, donde profesó sus primeros votos en 1881, a los 18 años. Acaba la teología y después de un periodo pastoral fue ordenado sacerdote en 1886. Sus primeros años de apostolado los realizó en España y luego en Filipinas, hasta que en 1889 fue enviado al Perú para hacerse cargo del Colegio-Seminario de Cuzco.
En Perú gestionó la apertura del Colegio San Agustín (Lima) en la capital de Perú, habiendo obtenido el respectivo permiso para empezar las clases en marzo de 1903. Allí ejerció como director del Colegio hasta 1906.
También se desempeñó como Comisario provincial en el Perú (1905-1909), definidor (1909-1914), luego retornó a España donde fue fundador y primer director del Colegio Cántabro (Santander), nuevamente definidor (1922-1926) y comisario provincial de España (1926-1932).
Después de una gran labor pastoral se retiró a la Casa Madre de Valladolid donde falleció el 4 de febrero de 1944.